# پراسانتا چاندرا ماهالانوبیس
پراسانتا چاندرا ماهالانوبیس (انگلیسی: Prasanta Chandra Mahalanobis; هندی: पी॰ सी॰ महालनोबिस؛ ۲۹ ژوئن ۱۸۹۳–۲۸ ژوئن ۱۹۷۲) دانشمند و آماردان اهل هند بود. او را بیشتر به خاطر فاصله ماهالانوبیس، معیاری آماری، و یکی از اعضای اولین کمیسیون برنامه‌ریزی هند آزاد به یاد می‌آورند. او مطالعات پیشگامانه‌ای را در زمینه انسان سنجی در هند انجام داد. او مؤسسه آمار هند را تأسیس کرد و در طراحی بررسی‌های نمونه در مقیاس بزرگ مشارکت داشت. به دلیل فعالیت‌های ماهالانوبیس، از او به عنوان پدر آمار در هند نام می‌برند.
ماهالانوبیس از یک خانواده برجستهٔ برهمن بنگالی، از اعیان زمین‌دار در بیکرامپور، داکا، ریاست جمهوری بنگال (اکنون در بنگلادش) بود. پدربزرگش گوروچاران (۱۸۳۳–۱۹۱۶) در سال ۱۸۵۴ به کلکته نقل مکان کرد و در سال ۱۸۶۰ یک مغازه داروخانه را راه‌اندازی کرد.
ماهالانوبیس در حالی که در ۲۲ سالگی در دانشگاه کمبریج انگلستان در رشته فیزیک تحصیل می‌کرد، توسط یکی از استادانش با آمار آشنا شد. پس از بازگشت به هند، شیفته این شاخه از ریاضیات شد و روش‌های آماری را در انسان‌شناسی، هواشناسی و زیست‌شناسی به‌کار برد.
ماهالانوبیس در کارهای اولیه خود از نمونه‌های تصادفی برای پیش‌بینی سیل و پیش‌بینی عملکرد محصولات کشاورزی استفاده می‌کرد. او بعداً همین تکنیک‌ها را برای مقایسه مجموعه‌های داده بزرگ به کار برد و چیزی را ابداع کرد که «فاصله ماهالانوبیس» نامیده شد. کار پیشگام او بر برنامه‌ریزی اقتصادی تأثیر گذاشت زیرا چندین صنعت بزرگ هند بر اساس مدل رشد ماهالانوبیس، پیش‌بینی آماری او از اقتصاد کشور اجرا می‌کردند.
ماهالانوبیس، در سال ۱۹۳۱ مؤسسه آمار هند را در کلکته تأسیس کرد که در کالج ریاست جمهوری مستقر بود و در سال ۱۹۴۹ مشاور آماری افتخاری دولت هند شد. در سال ۱۹۵۱، این مؤسسه به دانشگاه تبدیل شد.

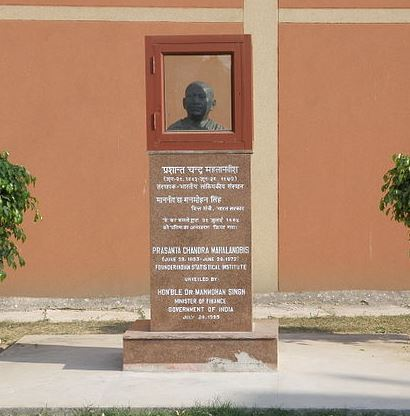
یادبود ماهالانوبیس در مؤسسه آمار هند، مرکز دهلی

## افتخارات
- عضو آکادمی علوم هند (FASc، ۱۹۳۵)
- عضو آکادمی ملی علوم هند (FNA، ۱۹۳۵)
- افسر فرمان امپراتوری بریتانیا (بخش مدنی)، فهرست افتخارات سال نو 1942[۳]
- جایزه یادبود ولدون از دانشگاه آکسفورد (۱۹۴۴)
- عضو انجمن سلطنتی لندن (1945)[۸]
- رئیس کنگره علوم هند (۱۹۵۰)
- عضو انجمن اقتصادسنجی، ایالات متحده (۱۹۵۱)
- عضو انجمن آمار پاکستان (۱۹۵۲)
- عضو افتخاری انجمن آماری سلطنتی، انگلستان (۱۹۵۴)
- مدال طلای سر دیویپراساد سروادیکاری (۱۹۵۷)
- عضو خارجی آکادمی علوم اتحاد جماهیر شوروی (1958)
- عضو افتخاری کالج کینگ، کمبریج (۱۹۵۹)
- عضو انجمن آمار آمریکا (۱۹۶۱)
- مدال طلای دورگاپراساد خایتان (۱۹۶۱)
- دسیکوتام توسط دانشگاه ویسوا بهاراتی (۱۹۶۱)
- پادما ویبوشان (۱۹۶۸)
- مدال طلای سرینیواسا رامانوجان (۱۹۶۸)

دولت هند در سال ۲۰۰۶ تصمیم گرفت تا هر سال ۲۹ ژوئن، زادروز پراسانتا چاندرا ماهالانوبیس، را به عنوان «روز ملی آمار» هند جشن بگیرد.
به مناسبت صد و بیست و پنجمین سالگرد تولد ماهالانوبیس در ۲۹ ژوئن ۲۰۱۸، معاون رئیس‌جمهور هند، ام ونکایا نایدو، در برنامه‌ای در مؤسسه آمار هند، کلکته، یک سکه یادبود منتشر کرد.

## در رسانه‌ها
- فیلم مردی که بی‌نهایت را می‌دانست (سال ۲۰۱۵) که در مورد زندگی سرینیواسا رامانوجان است ماهالانوبیس دیده می‌شود. شازاد لطیف نقش او را بازی کرده‌است.
- ۱۲۵ سالگی تولد ماهالانوبیس در ۲۹ ژوئن ۲۰۱۸ با یک گوگل دودل تجلیل شد.